# 沖縄基地隊
沖縄基地隊（おきなわきちたい、英称：Sub Area Activity Okinawa）は、海上自衛隊の佐世保地方隊隷下の基地隊のひとつ。沖縄基地（沖縄県うるま市）に所在している。南西諸島や周辺海域の防備を行っている。

## 沿革
- 1972年（昭和47年）
  - 5月15日：沖縄返還、臨時勝連施設管理隊が新編。
  - 7月16日：臨時勝連施設管理隊が廃止。臨時沖縄基地派遣隊が新編。
  - 12月21日：第35掃海隊、第23輸送艇隊を隷下に編入。
- 1973年（昭和48年）10月16日：臨時沖縄基地派遣隊が廃止。「沖縄基地隊」が新編（本部・第35掃海隊・第23輸送艇隊）。
- 1974年（昭和49年）9月30日：第23輸送艇隊が廃止。
- 1977年（昭和52年）12月27日：沖縄水中処分隊を新編。
- 1983年（昭和58年）1月27日：第35掃海隊が廃止。第48掃海隊を編入。
- 1987年（昭和62年）3月24日：第48掃海隊が廃止。第49掃海隊を編入。
- 1993年（平成05年）11月9日：第49掃海隊が廃止。第13掃海隊を編入。
- 1997年（平成09年）3月19日：隊番号の改正により第13掃海隊を第46掃海隊に改称。
- 2003年（平成15年）3月14日：「水中処分母船6号」を編入。
- 2005年（平成17年）2月9日：第46掃海隊「もろしま」が除籍、「あおしま」を編入。
- 2006年（平成18年）2月8日：第46掃海隊「ひこしま」が呉地方隊第42掃海隊に編成替え、「ししじま」を編入。
- 2007年（平成19年）2月23日：第46掃海隊「ゆりしま」が除籍、「くろしま」を編入。
- 2013年（平成25年）3月29日：大型えい船が配備。
- 2018年（平成30年）3月27日：第46掃海隊「あおしま」が函館基地隊第45掃海隊に編成替え。
- 2019年（平成31年）3月22日：港務科が新設。

## 部隊編成
- 沖縄基地隊本部
  - 第46掃海隊
    - MSC-691「ししじま」
    - MSC-692「くろしま」

  - 沖縄水中処分隊
    - YDT-06「水中処分母船6号」

## 主要幹部
| 官職名         | 階級    | 氏名     | 補職発令日     | 前職                           |
| -------------- | ------- | -------- | -------------- | ------------------------------ |
| 沖縄基地隊司令 | 1等海佐 | 渡邉雄一 | 2025年08月01日 | 佐世保地方総監部防衛部防衛部長 |

| 代                     | 氏名                   | 在任期間               | 出身校・期             | 前職                                                                       | 後職                                                  | 備考                   |
| 臨時沖縄基地派遣隊司令 | 臨時沖縄基地派遣隊司令 | 臨時沖縄基地派遣隊司令 | 臨時沖縄基地派遣隊司令 | 臨時沖縄基地派遣隊司令                                                     | 臨時沖縄基地派遣隊司令                                | 臨時沖縄基地派遣隊司令 |
| ---------------------- | ---------------------- | ---------------------- | ---------------------- | -------------------------------------------------------------------------- | ----------------------------------------------------- | ---------------------- |
| -                      | 久木田真之助           | 1972.7.16 - 1973.10.15 | 明治大学・ 予学3期     | 臨時勝連施設管理隊長                                                       | 沖縄基地隊司令                                        | 1972.12.16 海将補昇任  |
| 沖縄基地隊司令         |                        |                        |                        |                                                                            |                                                       |                        |
| 01                     | 久木田真之助           | 1973.10.16 - 1974.3.15 | 明治大学・ 予学3期     | 臨時沖縄基地派遣隊司令                                                     | 佐世保地方総監部付 →1974.4.1 退職                     | 海将補                 |
| 02                     | 堀剣二郎               | 1974.3.16 - 1976.3.31  | 海兵72期               | 第31護衛隊司令 →1973.12.16 佐世保地方総監部付                              | 海上自衛隊資料隊司令                                  |                        |
| 03                     | 吉田承澄               | 1976.4.1 - 1977.6.30   | 高船（機） 昭和20年卒  | 海上自衛隊幹部学校教官                                                     | 阪神基地隊司令                                        |                        |
| 04                     | 森 誠治                | 1977.7.1 - 1978.8.31   | 海機55期               | 呉教育隊司令                                                               | 海上自衛隊第2術科学校長                               |                        |
| 05                     | 深谷典雄               | 1978.9.1 - 1979.12.4   | 函館水専・ 2期幹候     | 沖縄基地隊副長                                                             | 海上自衛隊第1術科学校研究部長                         |                        |
| 06                     | 村上 進                | 1979.12.5 - 1982.3.15  | 浪速大学・ 3期幹候     | 練習艦隊司令部幕僚                                                         | 大阪地方連絡部副部長                                  |                        |
| 07                     | 與世田勉               | 1982.3.16 - 1983.12.19 | 海保大1期・ 4期幹候    | 海上自衛隊第2術科学校教育第1部長 →1982.2.16 佐世保地方総監部付             | 海上自衛隊第2術科学校副校長                           |                        |
| 08                     | 中谷保彦               | 1983.12.20 - 1986.7.31 | 海保大1期・ 4期幹候    | 海上自衛隊第1術科学校研究部長                                              | 呉地方総監部付 →1986.8.20 退職                        |                        |
| 09                     | 田村和義               | 1986.8.1 - 1988.7.31   | 海保大2期・ 6期幹候    | 装備実験隊司令                                                             | 退職（海将補昇任）                                    |                        |
| 10                     | 倉田 篤                | 1988.8.1 - 1989.7.31   | 海保大3期・ 8期幹候    | 海上幕僚監部防衛部南極観測支援室長                                         | 海上自衛隊東京業務隊付 →1989.10.24 定年退職           |                        |
| 11                     | 藤川耕一               | 1989.8.1 - 1991.7.31   | 防大5期                | 統合幕僚学校主任教官                                                       | 海上自衛隊幹部学校教育部長                            |                        |
| 12                     | 廣田 保                | 1991.8.1 - 1993.7.31   | 防大6期                | 東京通信隊司令                                                             | 横須賀警備隊司令                                      |                        |
| 13                     | 大日方光寿             | 1993.8.1 - 1995.3.22   | 防大8期                | 第2護衛隊司令                                                              | 海上自衛隊東京業務隊付 →1995.6.30 定年退職            |                        |
| 14                     | 浦本英俊               | 1995.3.23 - 1996.7.31  | 防大8期                | 海上自衛隊幹部学校主任研究開発官                                           | 退職（海将補昇任）                                    |                        |
| 15                     | 植松秀昭               | 1996.8.1 - 1997.7.31   | 防大8期                | 第1輸送隊司令                                                              | 退職（海将補昇任）                                    |                        |
| 16                     | 白畑英彌               | 1997.8.1 - 1998.12.7   | 防大11期               | 防衛大学校教授                                                             | 退職（海将補昇任）                                    |                        |
| 17                     | 大田 豊                | 1998.12.8 - 2000.12.7  | 防大12期               | 舞鶴教育隊司令                                                             | 退職（海将補昇任）                                    |                        |
| 18                     | 德丸 輝                | 2000.12.8 - 2001.12.19 | 防大13期               | 第1潜水隊群司令                                                            | 退職（海将補昇任）                                    |                        |
| 19                     | 齋藤広義               | 2001.12.20 - 2003.7.9  | 防大14期               | 第3海上訓練指導隊司令                                                      | 退職（海将補昇任）                                    |                        |
| 20                     | 竹中 信                | 2003.7.10 - 2004.8.1   | 東海大学・ 22期幹候    | 佐世保地方総監部防衛部長                                                   | 退職（海将補昇任）                                    |                        |
| 21                     | 明比 章                | 2004.8.2 - 2007.4.1    | 防大18期               | 海上自衛隊幹部学校研究部長                                                 | 退職（海将補昇任）                                    |                        |
| 22                     | 松原研二               | 2007.4.2 - 2008.12.18  | 東海大学・ 28期幹候    | 横須賀地方総監部管理部長                                                   | 海洋業務群司令                                        |                        |
| 23                     | 迫幸一郎               | 2008.12.19 - 2010.8.31 | 防大23期               | 自衛艦隊司令部後方主任幕僚                                                 | 横須賀教育隊司令                                      |                        |
| 24                     | 伊東雅之               | 2010.9.1 - 2012.4.1    | 防大24期               | 自衛艦隊司令部作戦主任幕僚                                                 | 退職（海将補昇任）                                    |                        |
| 25                     | 井上雅仁               | 2012.4.2 - 2014.7.25   | 防大25期               | 自衛隊情報保全隊情報保全官                                                 | 退職（海将補昇任）                                    |                        |
| 26                     | 乾 悦久                | 2014.7.26 - 2015.8.3   | 防大31期               | 統合幕僚監部指揮通信システム部 指揮通信システム運用課長                    | 統合幕僚監部首席後方補給官                            |                        |
| 27                     | 飯塚洋文               | 2015.8.4 - 2017.7.31   | 日本大学・ 37期幹候    | 海上自衛隊第2術科学校副校長                                                | 退職（海将補昇任）                                    |                        |
| 28                     | 佐々木輝幸             | 2017.8.1 - 2018.12.2   | 防大29期               | 海上自衛隊幹部学校 防衛戦略教育研究部主任教官                              | 退職（海将補昇任）                                    |                        |
| 29                     | 坊古居泰之             | 2018.12.3 - 2020.8.24  | 防大32期               | 防衛装備庁プロジェクト管理部 装備技術官                                    | 横須賀造修補給所長 兼 横須賀地方総監部技術補給監理官  |                        |
| 30                     | 伊藤拓也               | 2020.8.25 - 2021.12.7  | 防大35期               | 海上自衛隊潜水医学実験隊副長 兼 教育訓練部長                               | 呉地方総監部付                                        |                        |
| 31                     | 森下治彦               | 2021.12.8 - 2022.11.30 | 駒沢大学・ 40期幹候    | 海上幕僚監部首席法務官 兼 海上自衛隊幹部学校勤務                           | 退職（海将補昇任）                                    |                        |
| 32                     | 坂野祐輔               | 2022.12.1 - 2024.3.21  | 防大39期               | 海上幕僚監部人事教育部厚生課長                                             | 海上自衛隊幹部学校勤務 →2024.4.1 同校運用教育研究部長 |                        |
| 33                     | 磯貝充貴               | 2024.3.22 - 2025.7.31  | 防大42期               | 海上幕僚監部防衛部施設課施設企画調整官 兼 海上幕僚監部防衛部施設課施設班長 | 海上幕僚監部防衛部施設課長                            |                        |
| 34                     | 渡邉雄一               | 2025.8.1 -             | 防大36期               | 佐世保地方総監部防衛部防衛部長                                             |                                                       |                        |